# Дусино
Ду́сино (до 1946 року — Зайгов, угор. Zajgó) — село у Свалявській громаді Мукачівського району Закарпатської області України.

## Географія
Дусино розміщено на схилах гір Карпат за 11 км від міста Сваляви. Воно розкидано по обидва боки гірської річки Дусинка, між горами Блиска та Кучера з півночі та Великого діла з півдня.
Розташоване за 15 км від районного центру.

## Історія
Вперше село згадується в документах XV століття.
Назва села походить від слова «душити», «дусити», яке виникло у зв'язку з тим, що з усіх боків село стискали гори, немов душили його. За переказами, село Дусино виникло у 15 столітті. Першими жителями села були розбійники Мелеші та Метеньки, які поселилися в урочищі Чоконьовиця.
Територію села з давніх часів називали «долиною смерті». Таку назву місцевість отримала тому, що земля на цій території була неродючою і люди гинули від нестатків і хвороб.
Під час окупації Закарпаття від Угорщиною село називалося «Зейгов».
Церква св. духа. 1857.
У 1692 р. зазначено першу згадку про церкву. У 1733 р. згадують дерев’яну церкву св. Михайла з двома дзвонами.
З 1752 до 1772 р. священика не було, і аж 28 лютого 1772 р. прийшов о. Іван Мішкарович, який почав відбудовувати фару і наводити лад у парохії.
У 1797 р. знову згадують дерев’яну церкву, яка простояла до 1843 р. Того ж року, 22 червня, громада, очолювана священиком Іваном Грабарем, просила допомоги матеріалами для будівництва нової церкви на місці аварійної старої, на що Свалявський управитель Бузинкай дав згоду.
Нову муровану церкву спланував тесля і каменяр Антон Ґербон. Будували її за священика Петра Раца. У 1888 р. сам цісар дарував 100 гульденів на поновлення храму. У 1908 р. громада купила іконостас з кушницької церкви. У 1911 р. завершився великий ремонт церкви.
Коло храму стоїть дерев’яна дзвіниця, характерна для сіл у долинах річок Свалявки й Дусинки. Дзвіниця одноярусна, каркасної конструкції. Нижню частину дзвіниці та верхню, під дахом, вертикально оббито дошками з фігурно обробленими кінцями. Вкрито її стрімким бляшаним шатром.

## Населення
Згідно з переписом УРСР 1989 року чисельність наявного населення села становила 1512 осіб, з яких 726 чоловіків та 786 жінок.
За переписом населення України 2001 року в селі мешкала 1641 особа.

### Мова
Розподіл населення за рідною мовою за даними перепису 2001 року:
| Мова       | Відсоток |
| ---------- | -------- |
| українська | 98,74 %  |
| російська  | 1,20 %   |
| білоруська | 0,06 %   |

## Особистості
ШЕРЕГІЙ ЮРІЙ АВГУСТИН (16.1.1907 — 25.5.1990) — видатний організатор театрального життя, режисер, актор, драматург, історик закарпатського театру. Народився у с. Дусино. У 1926 закінчив Ужгородську гімназію, у 1930-філософський ф-тет Кардового ун-ту в Празі. Засновник, актор і режисер аматорського гуртка “Верховина” в Празі (1927-30) і театральної студії “Веселка” в Ужгороді (1931). У 1931-34 працював в аматорських театральних гуртках Хуста і Великого Бичкова. У 1934-39 - фундатор і режисер першого українського професійного театру Закарпаття, діяльність якого мала великий вплив на національне відродження народу. Після окупації Карпатської України угорськими військами в березні 1939 емігрував до Югославії, де працював режисером і актором аматорських театрів русинів-українців. У 1942-43 — директор, режисер і актор української драматичної студії в Празі, у червні-серпні 1942 - головний режисер українського театру-студії у Львові. З вересня 1942 до липня 1944 - засновник і адміністративний директор “Підкарпатського театру” в Дрогобичі. Після закінчення Другої світової війни жив у Чехословаччині. Працював режисером у театрах Братислави, Пряшева (1946-58), Кошиць (1947-54), Комарно. Викладав у філії акторської академії в Кошицях і школі мистецтв у Братиславі. Протягом життя здійснив 255 постановок, у т. ч. майже 200 музичних вистав. У постановці Ш. йшли “Запорожець за Дунаєм”, “Наталка Полтавка”, “Маруся Богуславка”, “Сорочинський ярмарок”, “Ой не ходи, Грицю”, “Хмара” та ін. Виступав і в провідних ролях у своїх постановках. Автор драматичних творів “Нова генерація” (1929), “Голодний” (1934), “Слово і серце” (1934), “Рафі-Мафі -божок гніву, або з Ужгороду до Абісинії і назад” (1935), “Часи минають” (1938) та ін. Переклав 28 п'єс і оперет на українську та словацькі мови, писав спогади, статті, рецензії. Автор “Нарису українських театрів Закарпатської України до 1945 року” (1993) -своєрідної енциклопедії театрального життя Закарпаття у міжвоєнний і воєнний періоди. Помер у Братиславі (Словаччина).
17 жовтня у ході контрнаступу на Херсонському напрмку поклав своє життя Герой із Дусина військовослужбовець 11 окремого батальйону спеціального призначення - Попович Михайло, 1988 р.н.

## Туристичні місця
- храм св. духа. 1857
- Дуб звича́йний — ботанічна пам'ятка природи місцевого значення в Україні.